# José Guardiola (actor)
José García Guardiola, de nombre artístico José Guardiola (Jumilla, España; 7 de diciembre de 1921-Madrid, España; 10 de mayo de 1988) fue un actor español especialmente consagrado al doblaje. No debe ser confundido con el cantante José Guardiola.

## Biografía
Aunque nació en Jumilla, a los cinco años, se trasladó a Barcelona, donde se crio. Tras probar varios empleos en Murcia, Barcelona y Sevilla, recabó en Madrid en 1948, donde intervino en varias obras teatrales en pequeños papeles hasta que le llegó la ocasión de hacer papeles protagonistas sustituyendo a Conrado San Martín por problemas de agenda.       
En 1950 debutó en el cine como actor y doblador. Su portentosa voz grave le hizo ser muy requerido y apreciado. En Barcelona, dobló a John Hoyte en Julio César (1953) en los estudios Metro, dirigido por José María Ovies. Pero fue el director Hugo Donarelli quien le ofreció la oportunidad de doblar galanes protagonistas en su debut en la sincronización, convirtiéndose Richard Widmark en su primer "fijo". Otras estrellas de las que se convirtió en voz habitual fueron Humphrey Bogart, Anthony Quinn, James Coburn, Richard Widmark, Stephen Boyd, Yul Brynner, Raymond Burr, Richard Burton, James Coburn, Sean Connery, Peter Cushing, Robert Mitchum, Henry Fonda, Charlton Heston, Burt Lancaster, Lee Marvin, James Mason, Ray Milland, Yves Montand, John Wayne, William Holden y Christopher Lee. También se encargó de doblar a Robert Englund en el papel del siniestro Freddy Krueger en la primera entrega de Pesadilla en Elm Street, dirigida por Wes Craven. Anthony Quinn lo felicitó personalmente por su excelente trabajo.
Delante de la pantalla, se convirtió en un secundario eficaz interviniendo también en diversas coproducciones internacionales. Incluso fue reclamado para irse a Estados Unidos, contratado por la "Paramount", pero no se fue debido a que se negaba a montar a caballo y a aprender inglés.      
A partir de principios de la década de los 1970 se convirtió en un habitual de TVE, tanto en diversas adaptaciones noveladas y teatrales, como doblador protagonista de varias series de éxito como Steve Forrest en Los hombres de Harrelson en 1977 o James Arness en La conquista del Oeste en 1982.
Falleció de un infarto de camino a los estudios "Arcofón". Parece ser que fue debido al fallecimiento de su hijo -José María- cuando estaba realizando el servicio militar, lo que lo apenó y terminó su vida con un infarto.

## Filmografía parcial
- Sierra maldita (1954) dir. Antonio del Amo
- El cerco (1955) dir. Miguel Iglesias
- Café de puerto (1958) dir. Raffaello Matarazzo
- El hereje (1958) dir. Francisco de Borja Moro
- Sentencia contra una mujer (1960) dir. Antonio Isasi-Isasmendi
- Melocotón en almíbar (1960) dir. Antonio del Amo
- Noches de Casablanca (1963) dir. Henri Decoin
- Relevo para un pistolero (1964) dir. Ramón Torrado
- La boda (1964) dir. Lucas Demare
- Los Desesperados (1969) de Julio Buchs
- Cuando los niños vienen de Marsella (1974) dir. José Luis Sáenz de Heredia
- Los santos inocentes (1984) dir. Mario Camus

## Premios
Medallas del Círculo de Escritores Cinematográficos
| Año  | Categoría              | Película       | Resultado |
| ---- | ---------------------- | -------------- | --------- |
| 1954 | Mejor actor secundario | Sierra maldita | Ganador   |

Festival Internacional de Cine de San Sebastián
| Año  | Categoría          | Película       | Resultado |
| ---- | ------------------ | -------------- | --------- |
| 1954 | Mención honorífica | Sierra maldita | Ganador   |